# Laurie, Missouri
Laurie är en ort i Morgan County i delstaten Missouri, USA.